# Férfi 10 méteres szinkronugrás a 2012-es úszó-Európa-bajnokságon
A férfi 10 méteres szinkronugrást a 2012-es úszó-Európa-bajnokságon május 19-én rendezték meg. A selejtezőt délután, a döntőt este.

## Eredmény
| Helyezés | Versenyző                                  | Ország           | Selejtező | Selejtező | Döntő  | Döntő    |
| Helyezés | Versenyző                                  | Ország           | Pontok    | Helyezés  | Pontok | Helyezés |
| -------- | ------------------------------------------ | ---------------- | --------- | --------- | ------ | -------- |
| Arany    | Sascha Klein / Patrick Hausding            | Németország      | 435,21    | 2         | 463,08 | 1        |
| Ezüst    | Ilja Zaharov / Viktor Minyibajev           | Oroszország      | 437,01    | 1         | 458,07 | 2        |
| Bronz    | Olekszandr Bondar / Olekszandr Horskovozov | Ukrajna          | 419,07    | 3         | 437,79 | 3        |
| 4        | Tyimofej Gordejcsik / Vadim Kaptur         | Fehéroroszország | 376,05    | 5         | 394,17 | 4        |
| 5        | Jesper Tolvers / Christofer Eskilsson      | Svédország       | 389,04    | 4         | 373,14 | 5        |
| 6        | Francesco Dell’Uomo / Maicol Verzotto      | Olaszország      | 371,70    | 6         | 371,28 | 6        |